# Danh sách đĩa đơn quán quân Hot 100 năm 2004 (Mỹ)

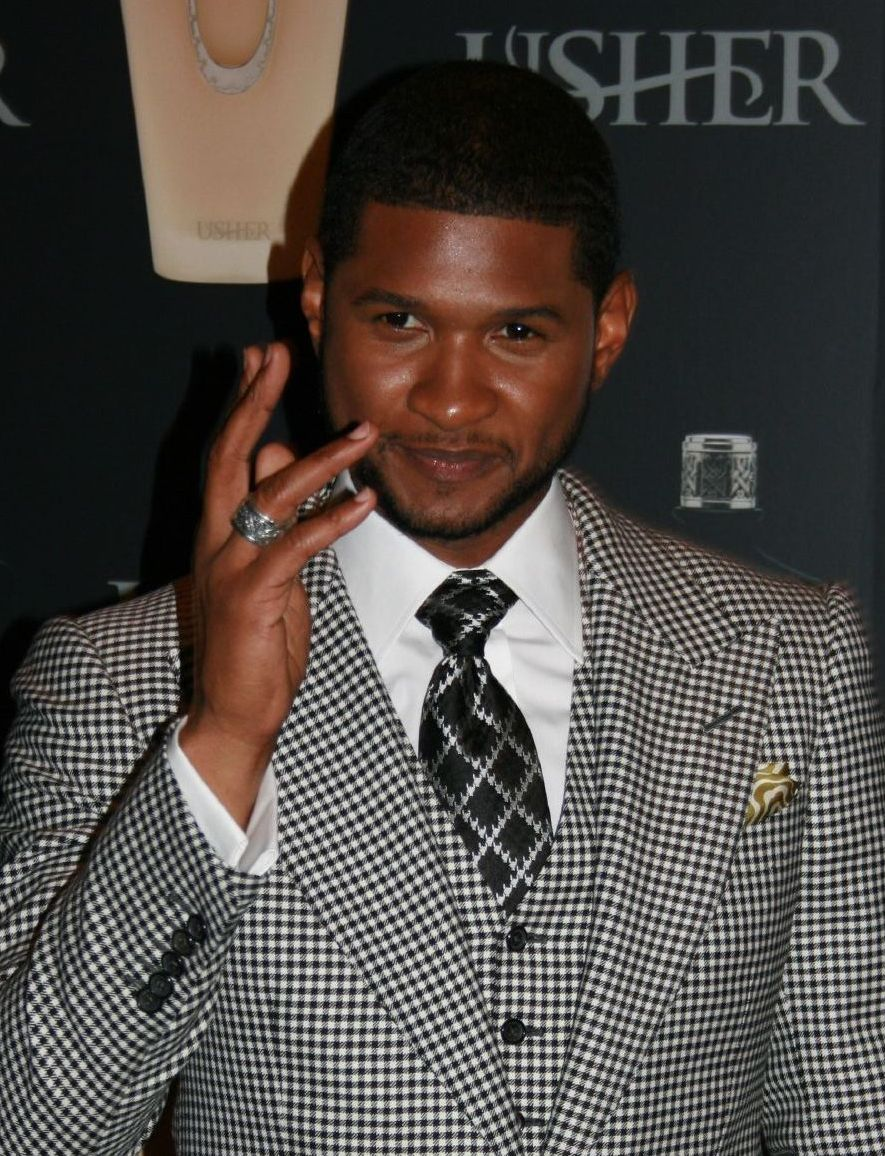
Ca sĩ R&B Usher giữ kỷ lục của Billboard với 4 đĩa đơn quán quân và 28 tuần đầu bảng trong năm 2004.

Billboard Hot 100, công bố hàng tuần bởi tạp chí Billboard, là bảng xếp hạng các đĩa đơn thành công nhất tại thị trường âm nhạc Hoa Kỳ. Các số liệu cho việc xếp hạng được Nielsen SoundScan tổng hợp chung dựa trên doanh số đĩa thường và nhạc số và tần suất phát trên sóng phát thanh. Trong năm 2004, có 11 đĩa đơn đứng đầu bảng xếp hạng. Mặc dù thật sự có 12 đĩa đơn leo lên đầu bảng trong 52 lần phát hành tạp chí, ca khúc "Hey Ya!" của đôi song ca hip-hop Outkast bắt đầu đạt vị trí quán quân trong năm 2003 nên không tính.
Trong năm 2004, 13 nghệ sĩ đã đạt được những đĩa đơn quán quân đầu tiên của họ tại Hoa Kỳ, bao gồm cả hát hợp tác hoặc hát đơn, bao gồm Fantasia Barrino, Ciara, Jamie Foxx, Lil Jon, Petey Pablo, Pharell và Kanye West. Barrino và Ciara là hai nghệ sĩ duy nhất có được đĩa đơn quán quân đầu tay trong năm nay. Ca sĩ R&B Usher có được 4 đĩa đơn quán quân trong năm 2004 và Outkast có 2. Trong năm này, 7 đĩa đơn hợp tác đạt vị trí số 1, giữ kỷ lục cùng năm 2003.
"Yeah!" của Usher là đĩa đơn quán quân đầu bảng lâu nhất năm 2004, duy trì vị trí số một trong 12 tuần liên tiếp. Đĩa đơn tiếp theo của anh là "Burn", đã đứng đầu trên bảng xếp hạng 8 tuần không liên tiếp. Các đĩa đơn khác đứng đầu bảng xếp hạng nhiều tuần bao gồm "Goodies" của Ciara hợp tác với Petey Pablo, và "My Boo" của Usher song ca với Alicia Keys, đạt vị trí số 1 lần lượt là 7 và 6 tuần.
Usher là nghệ sĩ thành công nhất năm 2004 về thời gian có mặt trong bảng xếp hạng. Anh ấy có 4 đĩa đơn đứng đầu bảng xếp hạng Billboard Hot 100: "Yeah!, "Burn", "Confessions Part II", và "My Boo"; anh còn là người duy nhất trong năm 2004 có nhiều hơn 2 đĩa đơn quán quân. Usher phá vỡ kỷ lục do ban nhạc pop The Beatles thiết lập, nhóm nhạc này đã có 3 đĩa đơn quán quân liên tiếp trong năm 1964. Tổng cộng, Usher đã có 28 tuần đứng đầu bảng xếp hạng trong năm này, trở thành nghệ sĩ đầu tiên đứng đầu bảng lâu nhất trên bảng xếp hạng Billboard Hot 100. Anh đã phá vỡ kỷ lục được thiết lập bởi Glenn Miller vào năm 1940; kỷ lục của họ là 26 tuần liên tiếp đứng đầu bảng xếp hạng dựa trên tần số phát thanh trên jukebox, được tạp chí Billboard công bố vào những năm 1930 và đầu những năm 1940. "Yeah!" là đĩa đơn thành công nhất năm, đứng đầu trong danh sách Top Hot 100 Hits of 2004.
Điểm đáng chú ý rằng tất cả nghệ sĩ có đĩa đơn quán quân trong năm 2004 đều là người Mỹ gốc Phi (Terror Squad là một nhóm nhạc có vài thành viên là người Mỹ gốc Phi), và tất cả các bài hát đều thuộc thể loại R&B hoặc hip hop. 2004 là năm duy nhất có những điểm đặc biệt này. Do số lượng lớn các bài hát R&B và hip hop đứng đầu bảng xếp hạng Hot 100 trong năm 2004, Billboard đã tạo thêm một bảng xếp hạng phụ gọi là Pop 100 trong năm sau (2005), thường gọi là "Pop Songs".

## Diễn biến bảng xếp hạng

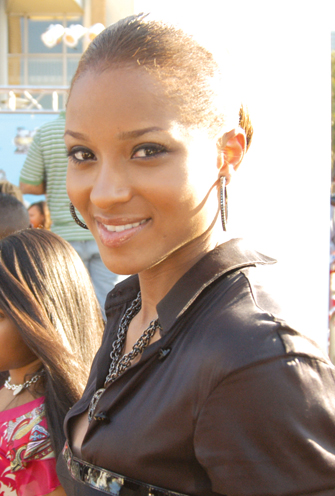
Đĩa đơn đầu tay "Goodies" của ca sĩ Ciara, đứng đầu bảng xếp hạng trong 7 tuần liên tiếp.

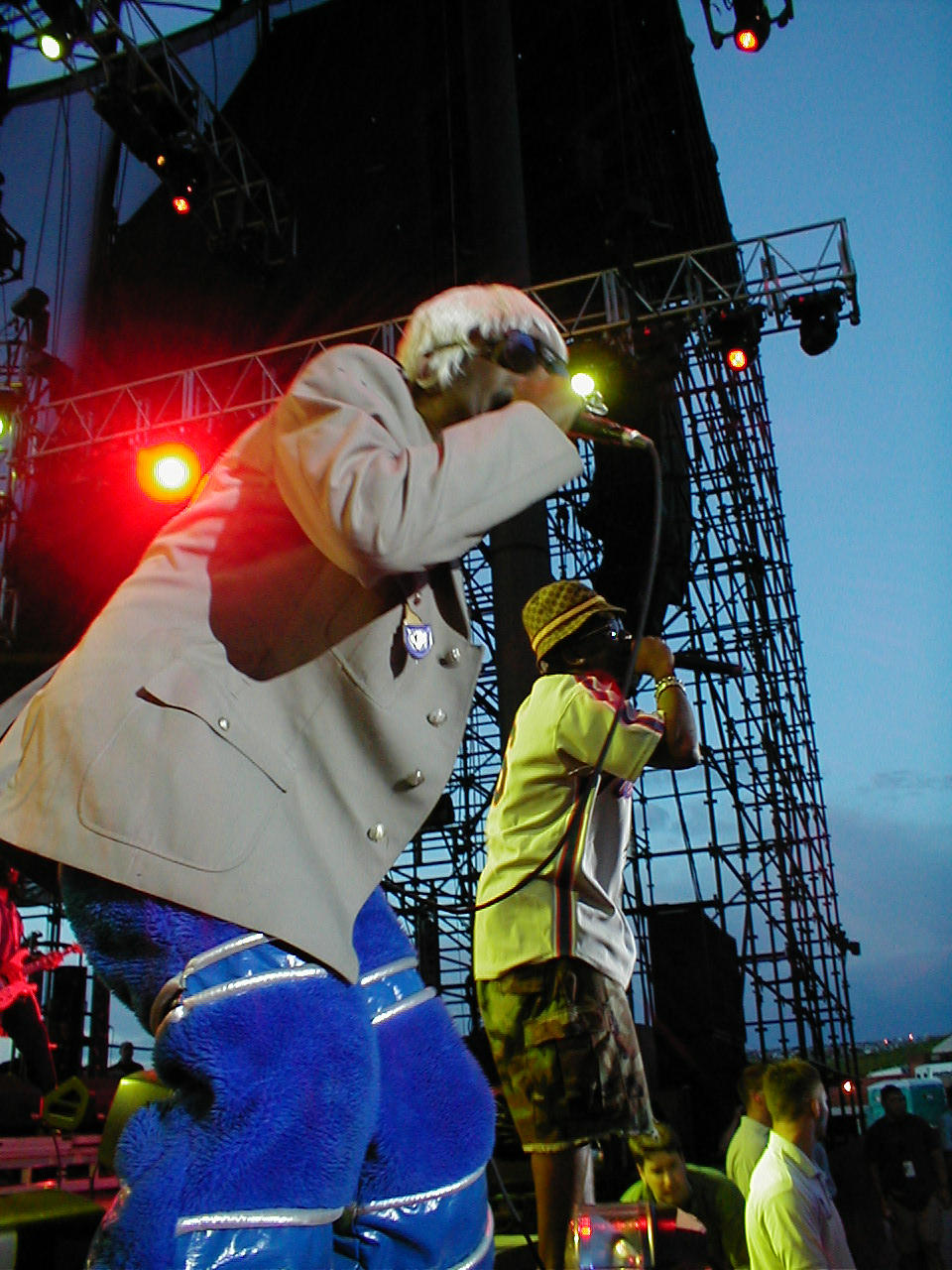
Đĩa đơn quán quân của ban nhạc OutKast - "Hey Ya!", thay thế đĩa đơn quán quân trước đó của họ là "The Way You Move".

Dưới đây là danh sách các đĩa đơn đã đạt vị trí quán quân trên Bilboard Hot 100 hàng tuần trong năm 2004.
| Ngày phát hành | Ca khúc                 | Nghệ sĩ                                     | Chú thích |
| -------------- | ----------------------- | ------------------------------------------- | --------- |
| 3 tháng 1      | "Hey Ya!"               | OutKast                                     | [ 10 ]    |
| 10 tháng 1     | "Hey Ya!"               | OutKast                                     | [ 11 ]    |
| 17 tháng 1     | "Hey Ya!"               | OutKast                                     | [ 12 ]    |
| 24 tháng 1     | "Hey Ya!"               | OutKast                                     | [ 13 ]    |
| 31 tháng 1     | "Hey Ya!"               | OutKast                                     | [ 14 ]    |
| 7 tháng 2      | "Hey Ya!"               | OutKast                                     | [ 15 ]    |
| 14 tháng 2     | "The Way You Move"      | OutKast hợp tác với Sleepy Brown            | [ 16 ]    |
| 21 tháng 2     | "Slow Jamz"             | Twista hợp tác với Kanye West và Jamie Foxx | [ 17 ]    |
| 28 tháng 2     | "Yeah!"                 | Usher hợp tác với Lil Jon và Ludacris       | [ 18 ]    |
| 6 tháng 3      | "Yeah!"                 | Usher hợp tác với Lil Jon và Ludacris       | [ 19 ]    |
| 13 tháng 3     | "Yeah!"                 | Usher hợp tác với Lil Jon và Ludacris       | [ 20 ]    |
| 20 tháng 3     | "Yeah!"                 | Usher hợp tác với Lil Jon và Ludacris       | [ 21 ]    |
| 27 tháng 3     | "Yeah!"                 | Usher hợp tác với Lil Jon và Ludacris       | [ 22 ]    |
| 3 tháng 4      | "Yeah!"                 | Usher hợp tác với Lil Jon và Ludacris       | [ 23 ]    |
| 10 tháng 4     | "Yeah!"                 | Usher hợp tác với Lil Jon và Ludacris       | [ 24 ]    |
| 17 tháng 4     | "Yeah!"                 | Usher hợp tác với Lil Jon và Ludacris       | [ 25 ]    |
| 24 tháng 4     | "Yeah!"                 | Usher hợp tác với Lil Jon và Ludacris       | [ 26 ]    |
| 1 tháng 5      | "Yeah!"                 | Usher hợp tác với Lil Jon và Ludacris       | [ 27 ]    |
| 8 tháng 5      | "Yeah!"                 | Usher hợp tác với Lil Jon và Ludacris       | [ 28 ]    |
| 15 tháng 5     | "Yeah!"                 | Usher hợp tác với Lil Jon và Ludacris       | [ 29 ]    |
| 22 tháng 5     | "Burn"                  | Usher                                       | [ 30 ]    |
| 29 tháng 5     | "Burn"                  | Usher                                       | [ 31 ]    |
| 5 tháng 6      | "Burn"                  | Usher                                       | [ 32 ]    |
| 12 tháng 6     | "Burn"                  | Usher                                       | [ 33 ]    |
| 19 tháng 6     | "Burn"                  | Usher                                       | [ 34 ]    |
| 26 tháng 6     | "Burn"                  | Usher                                       | [ 35 ]    |
| 3 tháng 7      | "Burn"                  | Usher                                       | [ 36 ]    |
| 10 tháng 7     | "I Believe"             | Fantasia                                    | [ 37 ]    |
| 17 tháng 7     | "Burn"                  | Usher                                       | [ 38 ]    |
| 24 tháng 7     | "Confessions Part II"   | Usher                                       | [ 39 ]    |
| 31 tháng 7     | "Confessions Part II"   | Usher                                       | [ 40 ]    |
| 7 tháng 8      | "Slow Motion"           | Juvenile hợp tác với Soulja Slim            | [ 41 ]    |
| 14 tháng 8     | "Slow Motion"           | Juvenile hợp tác với Soulja Slim            | [ 42 ]    |
| 21 tháng 8     | "Lean Back"             | Terror Squad                                | [ 43 ]    |
| 28 tháng 8     | "Lean Back"             | Terror Squad                                | [ 44 ]    |
| 4 tháng 9      | "Lean Back"             | Terror Squad                                | [ 45 ]    |
| 11 tháng 9     | "Goodies"               | Ciara hợp tác với Petey Pablo               | [ 46 ]    |
| 18 tháng 9     | "Goodies"               | Ciara hợp tác với Petey Pablo               | [ 47 ]    |
| 25 tháng 9     | "Goodies"               | Ciara hợp tác với Petey Pablo               | [ 48 ]    |
| 2 tháng 10     | "Goodies"               | Ciara hợp tác với Petey Pablo               | [ 49 ]    |
| 9 tháng 10     | "Goodies"               | Ciara hợp tác với Petey Pablo               | [ 50 ]    |
| 16 tháng 10    | "Goodies"               | Ciara hợp tác với Petey Pablo               | [ 51 ]    |
| 23 tháng 10    | "Goodies"               | Ciara hợp tác với Petey Pablo               | [ 52 ]    |
| 30 tháng 10    | "My Boo"                | Usher và Alicia Keys                        | [ 53 ]    |
| 6 tháng 11     | "My Boo"                | Usher và Alicia Keys                        | [ 54 ]    |
| 13 tháng 11    | "My Boo"                | Usher và Alicia Keys                        | [ 55 ]    |
| 20 tháng 11    | "My Boo"                | Usher và Alicia Keys                        | [ 56 ]    |
| 27 tháng 11    | "My Boo"                | Usher và Alicia Keys                        | [ 57 ]    |
| 4 tháng 12     | "My Boo"                | Usher và Alicia Keys                        | [ 58 ]    |
| 11 tháng 12    | "Drop It Like It's Hot" | Snoop Dogg hợp tác với Pharrell             | [ 59 ]    |
| 18 tháng 12    | "Drop It Like It's Hot" | Snoop Dogg hợp tác với Pharrell             | [ 60 ]    |
| 25 tháng 12    | "Drop It Like It's Hot" | Snoop Dogg hợp tác với Pharrell             | [ 61 ]    |